# Rhythmbox
Rhythmbox est un lecteur audio libre diffusé sous GPL. Il permet l'organisation et la lecture de fichiers musicaux ainsi que l'écoute de webradios grâce à la plateforme de développement GStreamer sous GNOME. Le programme permet de parcourir un dossier contenant des milliers de fichiers audio par artiste (compositeur, interprète, etc.) et par album ainsi que d'effectuer des recherches dans cette liste. L'interface ressemble à celle du logiciel iTunes d'Apple.

## Fonctionnalités
Rhythmbox propose la lecture de musiques depuis différentes sources. La plus classique étant celle des morceaux stockés sur l'ordinateur. Il est également possible d'utiliser des sources de streaming comme des radios internet ou des podcasts.
La recherche au sein de la bibliothèque propose de trier les morceaux par genre, artiste ou album. La recherche sur l'ensemble des données d'un morceau via un champ de saisie dédié permet de plus une recherche plus large dans les bibliothèques volumineuses.
Rhythmbox permet de créer des listes de lecture afin de grouper les morceaux de son choix. Il est également possible de créer des listes de lecture intelligente, qui centraliseront automatiquement l'ensemble des morceaux répondant aux critères spécifiés (par genre, artiste, durée, notation...).
Le lecteur offre les options de lecture classiques : pause, lecture aléatoire, lecture en boucle, morceau suivant, morceau précédent.
Le support du standard ReplayGain permet de normaliser le volume d'écoute et il est aussi possible de paramétrer des fondus enchaînés lors de la lecture.
L'utilisateur peut noter les morceaux. Cette option est notamment utile lors de la création de liste de lecture intelligente, en filtrant par exemple sur les morceaux les mieux notés.
L'utilisation de greffons (plugin) permet d'ajouter différentes fonctionnalités au lecteur. Ainsi, le logiciel intègre depuis sa version 0.9.2 un plugin pour Last.fm et depuis la 0.9.6, un plugin pour Jamendo permettant de lire directement depuis le lecteur la bibliothèque complète de ces sites. Ces plugins sont intégrés nativement à partir de la version 0.10.
Enfin, Rhythmbox utilise le standard Udev pour gérer les périphériques externes.

## Système de greffons

### Principe
Rhythmbox intègre un système de greffons (plugins) qui permet d'ajouter des fonctionnalités au lecteur.
En plus des greffons disponibles par défaut dans Rhythmbox, le site du projet propose des greffons supplémentaires à installer.

### Greffons par défaut
Liste des greffons disponibles sur la version 2.98 (2012) :
- Boutique Magnatune

Ajoute à Rhythmbox la prise en charge pour la lecture et l'achat depuis la boutique en ligne Magnatune.
- Console Python

Console Python interactive.
- Envoi de morceaux

Envoie des morceaux sélectionnés par courriel ou messagerie instantanée.
- État messagerie instantanée

Met à jour l'état de messagerie instantanée en fonction du morceau actuel (fonctionne avec Empathy, Gossip et Pidgin).
- Graveur de CD audio

Enregistrer des CD audio à partir de listes de lecture et copier des CD audio.
- Interface D-Bus MediaServer2

Apporte une implémentation de la spécification d'interface D-Bus MediaServer2.
- Interface D-Bus MPRIS

Apporte une implémentation de la spécification d'interface D-Bus MPRIS.
- Last.fm

Soumet les informations de morceaux à last.fm et lit les flux radio last.fm.
- Lecteurs portables - iPod

Prise en charge des iPod d'Apple (affichage du contenu, lecture depuis le périphérique).
- Lecteurs portables - MTP

Prise en charge des appareils MTP (affichage du contenu, transfert, lecture depuis le périphérique).
- LIRC

Contrôler Rhythmbox avec une télécommande infra-rouge.
- Notification

Pop-ups de notification.
- Panneau contextuel

Affiche des informations en relation avec l'artiste et le morceau en cours de lecture.
- Paroles de la chanson

Télécharge les paroles de la chanson depuis Internet.
- Partage de musique DAAP

Partage de la musique et joue la musique partagée sur votre réseau local.
- Radio FM

Prise en charge des services de diffusion par modulation de fréquences.
- Recherche de pochettes

Télécharge les pochettes d'album depuis Internet.
- ReplayGain

Utiliser le standard ReplayGain pour obtenir un volume d'écoute constant.
- Ubuntu One

Intégration de Ubuntu One pour Rhythmbox.
- Zeitgeist (en)

Informer le service Zeitgeist de votre activité.

## Historique des versions
- avril 2004 : début de la branche 0.8.x avec la version 0.8.0
- août 2005 : début de la branche 0.9.x avec la version 0.9.0
- mai 2007 : sortie de la version 0.10.1
- novembre 2007 : version 0.11.3, support UPnP et DLNA, meilleur support des pochettes d'album, etc.
- mars 2009 : version 0.12.0 : remplacement de la couche GnomeVFS par GIO, utilisation de Brasero pour la gravure, nettoyage du code relatif à GTK+ et GLib, etc[3]
- juillet 2010 : sortie de la version 0.13.0
- septembre 2010 : sortie de la version 0.13.1
- octobre 2010 : sortie de la version 0.13.2, support de DAAP
- janvier 2011 : sortie de la version 0.13.3
- janvier 2012 : sortie de la version 2.95, compatible GNOME 3
- mars 2012 : sortie de la version 2.96
- juin 2012 : sortie de la version 2.97
- septembre 2012 : sortie de la version 2.98
- avril 2013 : sortie de la version 2.99.1
- 4 septembre 2013 : sortie de la version 3.0
- 13 octobre 2013 : sortie de la version 3.0.1
- 23 mars 2014 : sortie de la version 3.0.2, qui concerne principalement la stabilisation de l'application ainsi que la mise à jour des traductions
- 25 mai 2014 : sortie de la version 3.0.3, également une version de maintenance intégrant de nombreux correctifs
- 28 septembre 2014 : sortie de la version 3.1, apporte le support de GTK+ 3.14 et intègre de nombreux correctifs
- 29 mars 2015 : sortie de la version 3.2, apporte le support des tags "nombre de disques" et "nombre de pistes", intègre un plugin pour SoundCloud, permet l'édition de la pochette des albums ainsi que des correctifs concernant l'interface

Note : l'historique des changements est aussi disponible sur le site internet, dans les fichiers du code source officiel.